# Bohdan Tomorowicz
Bohdan Tomorowicz (ur. 1 kwietnia 1923 w Warszawie, zm. 4 grudnia 2007 w Gdyni) – polski dyplomata, naukowiec, wieloletni pracownik Ministerstwa Spraw Zagranicznych,

## Życiorys
Przed wojną był uczniem I Państwowego Gimnazjum i Liceum im. Stefana Batorego w Warszawie. Po kampanii wrześniowej przedostał się do Wielkiej Brytanii. Wstąpił do Polskich Sił Powietrznych i otrzymał numer służbowy RAF 794264. Służył w charakterze radiooperatora.
W latach 1957–1963 radca ambasady RP w Londynie. W latach 1966–1968 ambasador RP przy Organizacji Narodów Zjednoczonych w Nowym Jorku. Pilot Dywizjonu 312 RAF-u (czechosłowackiego) (numer służbowy 794264). Odznaczony Medalem Lotniczym.
Był organizatorem pierwszej w Polsce matury międzynarodowej (IB).